# Prince Ital Joe
Joe Paquette alias Prince Ital Joe (* 5. května 1963, Roseau, Dominika – 16. května 2001, Phoenix, USA) byl americký reggae muzikant, známý především svou spoluprací s rapperem a hercem Markem Wahlbergem (alias Marky Markem).

## Kariéra
Narodil se na Dominice, vyrostl ovšem v Los Angeles. Před tím, než se dal na hudební dráhu, pracoval přes 10 let na soukromých hollywoodských akcích a v klubech a poté jako moderátor a konferenciér.
V roce 1993 se dal dohromady s rapperem Marky Markem, dnes známým spíše jako herec Mark Wahlberg. Vydali spolu dvě alba, z nichž nejúspěšnějším hitem se stala píseň United, která se například v Německu umístila na 1. příčce hitparád (další velmi známou písní se stala Happy People). Dohromady pak také spolupracovali s The Dogg Poundem, 2Pacem nebo Dazem Dillingerem. V roce 1995 se s Markem rozešli.
Byl také občasným hercem. Objevil se ve filmu Muž s cejchem smrti se Stevenem Seagalem a také v seriálech Jilmová ulice (například s Joem Pantolianem či Hráči (s rapperem Ice-T či Costasem Mandylorem v hlavních rolích).

## Osobní život
Oženil se s Paulinou Paquette, která mu porodila dceru Princess Nashidu.

## Smrt
Dne 16. května 2001 podlehl zraněním, která utrpěl při autonehodě v arizonském Phoenixu. Bylo mu 38 let.

## Alba
- 1994 Life in the Streets
- 1995 The Remix Album

## Filmografie
- 1990 Muž s cejchem smrti (Marked for Death)
- 1996 Jilmová ulice (EZ Streets) - TV Seriál
- 1997 Hráči (Players) - TV Seriál